# Pedro Carmona
Pedro Francisco Carmona Estanga (Barquisimeto, 6 de julho de 1941) é um economista e empresário venezuelano, que tornou-se conhecido em seu país como presidente da congregação empresarial Federação Venezuelana de Câmaras de Comércio (Fedecámaras). Ele é notado principalmente por ter-se declarado presidente da Venezuela por cerca de dois dias, após o golpe de Estado de 11 de abril de 2002, que buscava derrubar o presidente eleito do país, Hugo Chávez,. Depois da derrota dos golpistas, tornou-se  asilado político na Colômbia.

## Biografia
Formou-se em 1964 da Universidade Católica Andrés Bello em Economia fez estudos de pós-graduação na Universidade Livre de Bruxelas. Carmona foi eleito como presidente de Fedecámaras em julho de 2001 para o período 2001-2003. Antes tinha ocupado diversos cargos públicos e privados, destacando seu labor como diretor de empresas privadas de petroquímica: Aditivos Orinoco (1989-1993), Química Venoco (1989-2000), Indústrias Venoco (1990-2000) e Promotora Venoco (2001).
É dono do jornal "El Impulso" de Barquisimeto. Participou no comitê diretivo do reconhecido Instituto de Estudos Superiores da Administração de Empresas (IESA), Corporação Andina de Fomento (CAF), o Instituto de Comércio Exterior (ICE) e o Sistema Econômico Latinoamericano (SELA). Escreveu artigos de opinião o jornal "El Universal" de Caracas, deixando clara sua postura anti-Chávez. Recebeu importantes condecorações latinoamericanas: Ordem do Sol do Peru, a Ordem Nacional do Mérito da República de Colômbia e a Ordem Bernardo O'Higgins do Chile.

## O golpe
Participou junto com um grupo generais e empresários, além de setores da alta hierarquia da Igreja Católica, do golpe de Estado contra o presidente eleito Hugo Chávez em 11 de abril de 2002. Afirmou que se tornava Presidente da República no que foi chamado um "autojuramento", num "Governo de transição democrática e unidade nacional", segundo aqueles que tomaram o poder.
Em seu primeiro decreto derrogou a Constituição de 1999 e as 49 leis decretadas por Chávez no marco da Lei Habilitante, dissolveu os demais poderes públicos, o Tribunal Supremo de Justiça e o Parlamento; declarou ilegal o marco jurídico vigente, mudou o nome do país a par"República de Venezuela", mandou prender dezenas de jornalistas, ordenou incursões em casas, universidades e locais do setores de oposição e denunciou o Convênio de Cooperação com Cuba, mediante o qual a Venezuela proporcionava 55 000 barris diários de combustível ao outro país, com possibilidades de pagamento com serviços que incluíam médicos, treinadores desportivos, professores, investigadores e outros. Todas estas leis e convênios haviam sido aprovadas no Parlamento, cuja maioria apoiava o governo Chávez. Ocorreram denúncias de violações de  direitos humanos e da  liberdade de imprensa durante sua breve ditadura. Os presidentes dos países membros do Grupo do Rio condenou a interrupção da ordem constitucional na Venezuela. A Comissão Interamericana de Direitos Humanos condenou também o ato cometido por Carmona.
A reação da população venezuelana que ocupou as ruas e a entrada do Palácio Miraflores permitiu o fim do golpe e na libertação de Chávez, ao longo do dia 13 de abril de 2002. Foi posto em detenção domiciliar, de onde escapou, refugiando-se na embaixada da Colômbia, país que lhe deu refúgio.

## Obras
- El proceso de industrialización en el Grupo Andino (1982).
- Mi testimonio ante la historia (2004) Editorial Actum, segunda edición (2005). Biblioteca jurídica Diké.
- Las relaciones económicas colombo-venezolanas: un caso relevante y complejo de integración en América Latina (2010), Fundo de Publicações Universidad Sergio Arboleda.